# NGC 1100
NGC 1100 è una vasta galassia a spirale barrata situata nella costellazione dell'Eridano, a una distanza di circa 352 milioni di anni luce dalla nostra Via Lattea.

## Scoperta
La galassia è stata scoperta il 17 ottobre 1885 dall'astronomo statunitense Francis Leavenworth.

## Hickson Compact Group 21
NGC 1100 fa parte del Hickson Compact Group dove è classificata con il codice HCG 21 assieme alle galassie NGC 1091, NGC 1092, NGC 1098 e NGC 1099.